# Paracroesia basipuncta
Paracroesia basipuncta är en fjärilsart som beskrevs av Diakonoff 1941. Paracroesia basipuncta ingår i släktet Paracroesia och familjen vecklare. Inga underarter finns listade i Catalogue of Life.